# Neotrygon
Neotrygon is een geslacht uit de familie van pijlstaartroggen (Dasyatidae), orde Myliobatiformes.

## Soortenlijst
- Neotrygon annotata (Last, 1987) – Maskerpijlstaartrog
- Neotrygon australiae (Last, White & Serét, 2016)
- Neotrygon bobwardi (Borsa, Arlyza, Hoareau & Shen, 2018)[1]
- Neotrygon caeruleopunctata (Last, White & Serét, 2016)
- Neotrygon indica (Pavan-Kumar, Kumar, Pitale, Shen & Borsa, 2018)
- Neotrygon kuhlii (Müller & Henle, 1841)
- Neotrygon leylandi (Last, 1987)
- Neotrygon malaccensis (Borsa, Arlyza, Hoareau & Shen, 2018)[1]
- Neotrygon moluccensis (Borsa, Arlyza, Hoareau & Shen, 2018)[1]
- Neotrygon ningalooensis (Last, White & Puckridge, 2010)
- Neotrygon orientalis (Last, White & Serét, 2016)
- Neotrygon picta (Last & White, 2008)
- Neotrygon trigonoides (Castelnau, 1873) [2]
- Neotrygon vali (Borsa, 2017)[3]
- Neotrygon varidens (Garman, 1885)[1]
- Neotrygon westpapuensis (Borsa, Arlyza, Hoareau & Shen, 2018)[1]